# Annina Rajahuhta
Annina Rajahuhta (* 8. März 1989 in Helsinki) ist eine ehemalige finnische Eishockeyspielerin, die über viele Jahre bei den Espoo Blues/Kiekko-Espoo Naiset in der Naisten SM-sarja unter Vertrag stand.

## Karriere
Annina Rajahuhta spielte in ihrer Kindheit und Jugend bei Roiha HT. Ab 2005 spielte sie für IHK Helsinki in der höchsten finnischen Fraueneishockeyliga, der Naisten SM-sarja. In der Saison 2007/08 war sie für Salo HT in der zweitklassigen I-divisionna aktiv. Mit den Espoo Blues gewann sie 2009 ihre erste finnische Meisterschaft. In den folgenden zwei Jahren wechselte sie zweimal den Verein, mit dem sie dann jeweils auch finnischer Meister wurde: 2010 mit Ilves Tampere und 2011 Hämeenlinnan Pallokerho (HPK). 2011 wurde sie als Most Valuable Player SM-Sarja-Playoffs ausgezeichnet. Nach diesem Erfolg wechselte sie in die Canadian Women’s Hockey League zu den Burlington Barracudas. Im weiteren Saisonverlauf kehrte sie jedoch nach Finnland zum HPK zurück.
Zwischen 2012 und 2017 spielte Rajahuhta erneut für die Espoo Blues und gewann mit den Blues drei weitere finnische Meistertitel: 2013, 2014 und 2015. Zudem wurde sie mehrfach in das All-Star-Team der SM-sarja gewählt. Im Oktober 2017 suchte sie bei den Kunlun Red Star, dem chinesischen CWHL-Teilnehmer, eine neue Herausforderung.
Im Januar 2018 wurde bei ihr Multiple Sklerose diagnostiziert.
Im Sommer 2018 kehrte sie zu den Espoo Blues zurück, die 2019 in die Kiekko-Espoo Naiset überführt wurden. Im Oktober 2021 beendete sie ihre Karriere. Seither arbeitet Rajahuhta als TV-Experte für Discovery und TV5 sowie für den Radiosender Yle Puhe.

### International
Annina Rajahuhta absolvierte ihre ersten Länderspiele in der Saison 2006/07 für die U18-Juniorinnen-Nationalmannschaft. Ab 2008 wurde sie auch in der Frauen-Nationalmannschaft eingesetzt und kam so bis 2010 auf 20 Länderspiele. Sie erhielt die Nominierung für die Olympischen Winterspiele 2010 in Vancouver – ohne zuvor ein bedeutendes internationales Turnier gespielt zu haben – und gewann dort mit den finnischen Frauen die Bronzemedaille.
Bei der Weltmeisterschaft  2011 in der Schweiz gewann sie ihre erste WM-Medaille (ebenfalls die Bronzemedaille) und trug zu diesem Erfolg zwei Tore und eine Torvorlage bei. Bei den Weltmeisterschaften 2012 und 2013 belegte Rajahuhta
mit der finnischen Nationalauswahl jeweils den vierten Rang.
2014 wurde sie erneut für die Olympischen Winterspiele nominiert, absolvierte alle sechs Spiele und belegte mit dem Nationalteam den fünften Rang. In den folgenden drei Jahren kam Rajahuhta nur bei Freundschaftsspielen und Vorbereitungsturnieren zum Einsatz, ehe sie 2018 abermals für die Olympischen Winterspiele in Südkorea berufen wurde. Dort gewann sie wie 2010 die Bronzemedaille. Bei der Weltmeisterschaft 2019 erreichte sie mit dem finnischen Nationalteam den zweiten Platz und damit die beste Platzierung in der Geschichte des Nationalteams.
Im Laufe ihrer Karriere absolvierte Rajahuhta 168 Länderspiele, in denen sie 20 Tore und 22 Torvorlagen erzielte.

### Inlinehockey
Annina Rajahuhta vertritt Finnland auch bei Welt- und Europameisterschaften im Inlinehockey. So nahm sie unter anderen an der Weltmeisterschaft 2009, Weltmeisterschaft 2015 und der Europameisterschaft 2017 teil. Bei letzterer gewann sie die Goldmedaille.

## Erfolge und Auszeichnungen
- 2009 Finnischer Meister mit den Espoo Blues
- 2010 Bronzemedaille bei den Olympischen Winterspielen
- 2010 Finnischer Meister mit Ilves Tampere
- 2011 Finnischer Meister mit Hämeenlinnan Pallokerho
- 2011 All-Star-Team der SM-sarja
- 2011 Most Valuable Player der SM-sarja-Playoffs (Karoliina Rantamäki Award)
- 2011 Bronzemedaille bei der Weltmeisterschaft
- 2013 Finnischer Meister mit den Espoo Blues
- 2013 All-Star Team der SM-sarja
- 2014 Finnischer Meister mit den Espoo Blues
- 2014 All-Star Team der SM-sarja
- 2015 Finnischer Meister mit den Espoo Blues
- 2017 All-Star Team der SM-sarja
- 2018 Bronzemedaille bei den Olympischen Winterspielen

## Karrierestatistik
(Legende zur Spielerstatistik: Sp oder GP = absolvierte Spiele; T oder G = erzielte Tore; V oder A = erzielte Assists; Pkt oder Pts = erzielte Scorerpunkte; SM oder PIM = erhaltene Strafminuten; +/− = Plus/Minus-Bilanz; PP = erzielte Überzahltore; SH = erzielte Unterzahltore; GW = erzielte Siegtore; 1 Play-downs/Relegation; Kursiv: Statistik nicht vollständig)